# Прощальный поцелуй (фильм, 2006)
«Прощальный поцелуй» (англ. The Last Kiss) — американская драма 2006 года, снятая режиссёром Тони Голдуином. Является ремейком итальянского фильма «Последний поцелуй» («L’ultimo Bacio») 2001 года.

## Сюжет
Девушка Майкла, красавица Дженна, ждёт ребёнка. И всё идёт как по маслу в тихой и безупречной жизни мужчины. Лучшие друзья один за другим женятся, постепенно понимая, что пришло время свить гнездо. Но вот на одной из свадеб, Майкл знакомится с очаровательной красавицей Ким. И уверенность Майкла в том, что же ему нужно от жизни, улетучивается — когда он рядом с Ким, чувствует, что живёт, но как далеко его может завести жажда жизни? Готов ли он забыть о том, что уже имеет ради того, чего вообще может не быть? Между тем, каждый из друзей Майкла сталкивается со своими трудностями, принимая решения, меняющие их жизнь.

## В ролях
- Зак Брафф — Майкл
- Джасинда Барретт — Дженна
- Рэйчел Билсон — Ким
- Кейси Аффлек — Крис
- Майкл Уэстон — Иззи
- Эрик Кристиан Олсен — Кенни
- Марли Шелтон — Адрианна
- Лорен Ли Смит — Лиза
- Гарольд Рэмис — Профессор Боулер
- Блайт Дэннер — Анна
- Том Уилкинсон — Стивен

## Съёмки
Большая часть съёмок проводилась в окрестностях города Мэдисон, штат Висконсин. Брафф принимал участие в записи саундтрека. Тизер-трейлер фильма был опубликован на официальном сайте актёра в середине июня 2006 года.

## Кассовые сборы
В США и Канаде картина собрала $11 614 790 и $4 118 563 в мировом прокате (около $2 508 416 в Великобритании), в итоге принеся создателям лишь $15 848 512.

## Саундтрек
1. «Chocolate» — Snow Patrol
2. «Star Mile» — Joshua Radin
3. «Pain Killer» — Turin Brakes
4. «Warning Sign» — Coldplay
5. «Ride» — Cary Brothers
6. «El Salvador» — Athlete
7. «Hide and Seek» — Имоджен Хип
8. «Reason Why» — Rachael Yamagata
9. «Hold You In My Arms» — Ray LaMontagne
10. «Prophecy» — Remy Zero
11. «Paper Bag» — Fiona Apple
12. «Today’s the Day» — Aimee Mann
13. «Arms Of A Woman» — Amos Lee
14. «Cigarettes & Chocolate Milk (Reprise)» — Rufus Wainwright
15. «Paperweight» — Schuyler Fisk & Joshua Radin